# Mareuil-Caubert (Mareuil) Communal Cemetery
Mareuil-Caubert (Mareuil) Communal Cemetery is een begraafplaats gelegen in de Franse plaats Mareuil-Caubert (Somme). De militaire graven worden onderhouden door de Commonwealth War Graves Commission.
De begraafplaats telt 65 geïdentificeerde graven waarvan 41 graven van Gemenebest-slachtoffers uit de Tweede Wereldoorlog en 24 overige uit de Tweede Wereldoorlog.